# 福里斯特莱克 (明尼苏达州)
福里斯特莱克（Forest Lake）是美国明尼苏达州华盛顿县的一座城市。